# Dzeliwe
Dzeliwe, née en 1927 et morte en 2003, est l'une des femmes de Sobhuza II, roi du Swaziland, régente entre le 21 août 1982 et le 9 août 1983.

## Biographie
Dzeliwe est une des épouses du roi Sobhuza II, parmi soixante-dix, avec qui elle a un enfant, le prince Khuzulwandie Dlamini.
Après la mort de son mari en août 1982, le Liqoqo (Conseil intérieur royal) nomme Dzeliwe comme reine régente, en raison a priori de son niveau d'éducation, en attendant qu'un autre prince que son fils, le prince Makhosetive, désigné par le Conseil royal comme successeur, ait atteint l'âge de vingt-deux ans.
Le Liqoqo apporte son soutien à sa régence, mais bientôt des désaccords surviennent avec le Premier ministre, le prince Mabandla Dlamini, et les autres membres du Congrès mené par un autre prince, Mfansibili Dlamini. Au-delà des oppositions entre personnes, ce conflit est la partie visible d'une crise du régime monarchique. Le prince Mabandla Dlamini a été choisi comme premier ministre par le roi précédent, Sobhuza II, pour son apparente souplesse, son honnêteté et sa pondération, mais c'est aussi un réformateur. Il avait déjà tenté, sous le règne de Sobhuza II, de s'attaquer à la corruption, endémique à la cour et dans les milieux dirigeants du pays, mais, directement menacés, les membres de la famille royale (une famille royale de trois mille cinq cents membres...) et leurs feudataires avaient réussi à stopper l'opération. Son principal adversaire politique, le prince Mfansibili Dlamini, a justement comme sobriquet celui de « prince de la corruption », et a été écroué quelque temps sur ordre du prince Mabandla. Ce prince Mabandla, premier ministre, envisageait aussi de rendre les règles constitutionnelles plus formelles, et de réduire les prérogatives des monarques au profit du gouvernement et du parlement, soulevant contre ces projets les forces intéressées au statu quo.
Les problèmes entre le Premier ministre, le prince Mabandla Dlamini, et le prince Mfansibili Dlamini continuent jusqu'en mars 1983, quand le prince Mabandla est remplacé par prince Bhekimpi Dlamini. La reine Dzeliwe, qui n'a pas grande expérience de l'exercice du pouvoir et qui n'est pas réellement connue de ses sujets, se laisse phagocyter par le Likoko, et au sein de ce conseil, par les partisans du prince Mfansibili Dlamini. De plus, son veuvage lui interdit de se montrer au public et de s'adresser à lui directement pendant deux ans. Ses décisions, telle celle de changer de Premier ministre, sont donc annoncées au royaume par une personne autorisée, un des membres du conseil. Finalement, elle est poussée, par ce même conseil à renoncer à la régence au profit de Ntombi Tfwala, la mère du prince héritier Makhosetive.
Entre 1981 et 1985, elle occupe le poste de coprésidente du Congrès national.
Le prince Makhosetive est couronné le 25 avril 1986, sous le nom du roi Mswati III. En mai, le roi dissout le Liqoqo, consolidant son pouvoir et réorganisant le gouvernement.
En mai 1987, douze personnes sont accusées de sédition et de trahison en relation avec le départ de la reine régente Dzeliwe en 1983. Le roi Mswati crée un tribunal spécial pour juger ces crimes contre le roi et la reine mère, où les accusés n'ont pas le droit à une représentation. En mars 1988, ils sont jugés par un tribunal, mais ils sont libérés en juillet.